# جايسون سيباستيان روسو
جايسون سيباستيان روسو (بالإنجليزية: Jason Sebastian Russo)‏ هو موسيقي أمريكي، ولد في 16 أغسطس 1973.

## وصلات خارجية
- جايسون سيباستيان روسو على موقع IMDb (الإنجليزية)
- جايسون سيباستيان روسو على موقع ميوزك برينز (الإنجليزية)
- جايسون سيباستيان روسو على موقع ديسكوغز (الإنجليزية)